# Adrian Schultheiss

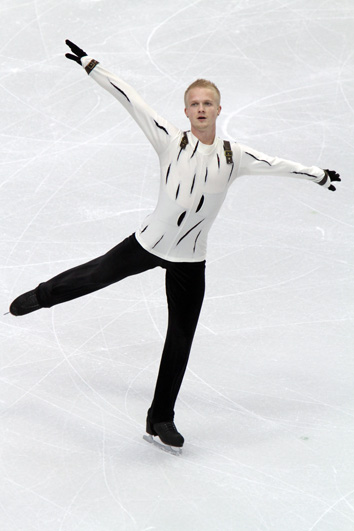
Adrian Schultheiss vid vinter-OS 2010.

Adrian Alexander Konstantin Schultheiss, född 11 augusti 1988 i Hanhals församling i Hallands län, är en svensk konståkare. Han har tävlat för Lerums Konståkningsklubb och Göteborgs KK. Han flyttade efter skolgång till Tibro i Västra Götalands län.
Schultheiss har kommit sexa i EM 2008, och tvåa på Golden Spin, i Zagreb (Kroatien). Han representerade Sverige i vinter-OS 2010 i Vancouver.
I sin OS-debut 2010 blev Schultheiss förste nordiska åkare att sätta en kvadrupel, i detta fall en kvadrupel toeloop, på tävling.